# Qualificazioni al campionato mondiale di calcio 2026 - CAF - girone I
Questa voce raccoglie i risultati delle partite del girone I delle qualificazioni al Campionato mondiale di calcio 2026 per la zona africana.

## Classifica
| Squadra            | Pt | G | V | N | P | GF | GS | DR  |
| ------------------ | -- | - | - | - | - | -- | -- | --- |
| Ghana              | 15 | 6 | 5 | 0 | 1 | 15 | 5  | +10 |
| Comore             | 12 | 6 | 4 | 0 | 2 | 9  | 7  | +2  |
| Madagascar         | 10 | 6 | 3 | 1 | 2 | 9  | 6  | +3  |
| Mali               | 9  | 6 | 2 | 3 | 1 | 8  | 4  | +4  |
| Rep. Centrafricana | 5  | 6 | 1 | 2 | 3 | 8  | 13 | -5  |
| Ciad               | 0  | 6 | 0 | 0 | 6 | 1  | 15 | -14 |

## Risultati

### 1ª giornata
| Arbitro: | Ibrahim Kalilou Traore |

|                                                |           |                                       |
| M'Dahoma 29’ Youssouf 50’ Saïd 58’ Maolida 67’ | Marcatori | 10’ (aut.) Abdallah 74’ (aut.) Zahary |

| Arbitro: | Samir Guezzaz |

|                |           |  |
| Williams 90+6’ | Marcatori |  |

| Arbitro: | Ahmad Imtehaz Heeralall |

|                                     |           |                   |
| Doumbia 45’ Niakate 77’ Sissoko 81’ | Marcatori | 53’ Mouandilmadji |

### 2ª giornata
| Arbitro: | Tewodros Mitiku |

|  |           |                                           |
|  | Marcatori | 10’, 84’ Rakotoharimalala 90+1’ Lapoussin |

| Arbitro: | Georges Gatogato |

|             |           |               |
| Doumbia 76’ | Marcatori | 79’ Kondogbia |

| Arbitro: | Abdel Aziz Mohamed Bouh |

|             |           |  |
| Maolida 43’ | Marcatori |  |

### 3ª giornata
| Arbitro: | Patrice Milazare |

|             |           |  |
| Baboula 29’ | Marcatori |  |

| Arbitro: | Amin Omar |

|               |           |                          |
| Doumbia 45+1’ | Marcatori | 58’ Nuamah 90+4’ J. Ayew |

| Arbitro: | Jean-Jacques Ndala Ngambo |

|                   |           |           |
| Raveloson 1’, 66’ | Marcatori | 90+4’ Ben |

### 4ª giornata
| Arbitro: | Abdulrazg Ahmed |

|                                        |           |                       |
| J. Ayew 6’ (rig.), 60’, 69’ Fatawu 62’ | Marcatori | 11’, 41’, 90’ Mafouta |

| Johannesburg 11 giugno 2024, ore 15:00 UTC+2 | Madagascar             | 0 – 0 referto | Mali | Soccer City Stadium\| Arbitro: \| Patrice Tanguy Mebiame \| |
| Arbitro:                                     | Patrice Tanguy Mebiame |               |      |                                                             |

| Arbitro: | Adalbert Diouf |

|  |           |                     |
|  | Marcatori | 59’ Maolida 76’ Ben |

### 5ª giornata
| Arbitro: | Adalbert Diouf |

|           |           |                                                              |
| Gambor 9’ | Marcatori | 17’, 21’ Raveloson 49’ Randrianantenaina 89’ Rafanomezantsoa |

| Arbitro: | Mahmood Ali Mahmood Ismail |

|  |           |                           |
|  | Marcatori | 20’ Nene 55’, 63’ Doumbia |

| Arbitro: | Ahmed Abdulrazg |

|                                                               |           |  |
| Semenyo 2’ Williams 31’ Ayew 36’ (rig.) Salisu 56’ Nuamah 68’ | Marcatori |  |

### 6ª giornata
| Casablanca 24 marzo 2025, ore 17:00 UTC+1 | Rep. Centrafricana  | 0 – 0 referto | Mali | Stadio Larbi Zaouli (1 600 spett.)\| Arbitro: \| Godfrey Nkhakananga \| |
| Arbitro:                                  | Godfrey Nkhakananga |               |      |                                                                         |

| Arbitro: | Issa Sy |

|  |           |                           |
|  | Marcatori | 11’, 54’ Partey 59’ Kudus |

| Arbitro: | Akaté Gnama |

|          |           |  |
| Saïd 24’ | Marcatori |  |

### 7ª giornata
| settembre 2025 | Madagascar | – | Rep. Centrafricana |  |

| settembre 2025 | Ciad | – | Ghana |  |

| settembre 2025 | Mali | – | Comore |  |

### 8ª giornata
| settembre 2025 | Ghana | – | Mali |  |

| settembre 2025 | Madagascar | – | Ciad |  |

| settembre 2025 | Rep. Centrafricana | – | Comore |  |

### 9ª giornata
| ottobre 2025 | Ciad | – | Mali |  |

| ottobre 2025 | Rep. Centrafricana | – | Ghana |  |

| ottobre 2025 | Comore | – | Madagascar |  |

### 10ª giornata
| ottobre 2025 | Ghana | – | Comore |  |

| ottobre 2025 | Ciad | – | Rep. Centrafricana |  |

| ottobre 2025 | Mali | – | Madagascar |  |